# Samantha Dalsoglio
Samantha Dalsoglio Giachini (São Paulo, 10 de março de 1973) é uma atriz, fotógrafa e apresentadora brasileira que participou de várias telenovelas, peças teatrais, filmes e seriados. Ficou conhecida como Berenice em Fascinação, e por suas participações em Vende se um Véu de Noiva e Amor e Revolução.

## Biografia
Começou sua carreira artística em 1979, participando de comerciais de TV, desfiles, fotos publicitárias e editoriais. Samantha fez parte do sexteto de apresentadores do programa infantil ZYB Bom, exibido pela Rede Bandeirantes entre 1987 e 1988. Foi atriz do grupo Macunaíma, do diretor de teatro Antunes Filho, com o qual participou de festivais internacionais de teatro nos Estados Unidos, Espanha, Dinamarca, Portugal, Alemanha, México, Venezuela e Cuba.
Mais tarde entrou para a Rede Manchete onde participou do seriado Fronteiras do Desconhecido, em seguida foi para a Rede Globo, onde deu início a vários trabalhos em novelas, trabalhando posteriormente também no SBT e na Rede Record. Atualmente divide sua carreira de atriz com uma paixão por fotografia, atuando como fotógrafa de books e portfólios, além de fazer parte do corpo docente da Escola de Atores Wolf Maya.

## Televisão
| Ano       | Título                     | Personagem                       | Notas                     |
| --------- | -------------------------- | -------------------------------- | ------------------------- |
| 1987–1989 | ZYB-Bom                    | Apresentadora                    | Creditada como Samantha   |
| 1990      | Fronteiras do Desconhecido | Neném                            | Episódio: "Maria do Cais" |
| 1995      | Quatro por Quatro          | Elisângela                       |                           |
| 1996–1997 | Malhação                   | Joana Ferraz                     |                           |
| 1998      | Fascinação                 | Berenice Vidigal da Silva Prates |                           |
| 2000      | Sãos e Salvos!             | Marina                           |                           |
| 2001      | Roda da Vida               | Kika                             |                           |
| 2002      | Marisol                    | Malu                             |                           |
| 2003      | Turma do Gueto             | Léa                              |                           |
| 2009      | 9mm: São Paulo             | Rita                             |                           |
| 2009      | Vende-se um Véu de Noiva   | Eunice Baronese (jovem)          |                           |
| 2009      | Bela, a Feia               | Florinda                         |                           |
| 2011      | Amor e Revolução           | Vilminha                         |                           |

| Ano       | Titulo         | Cargo         |
| --------- | -------------- | ------------- |
| 1985      | Momento Menudo | Apresentadora |
| 1987-1988 | ZYB Bom        | Apresentadora |

## Cinema
| Ano  | Título               | Personagem       | Notas          |
| ---- | -------------------- | ---------------- | -------------- |
| 2006 | 06 Tiros, 60 ML      | Apresentadora    | Curta-metragem |
| 2011 | 2 Coelhos            | Esposa do Walter |                |
| 2011 | Casamento Brasileiro | —                |                |
| 2021 | Efeito Dominó        | Sarah            |                |

## Teatro
| Ano       | Titulo                                       | Personagem   |
| --------- | -------------------------------------------- | ------------ |
| 1989-2002 | Paraíso Zona Norte                           |              |
| 1991      | Nova Velha História                          | Chapeuzinho  |
| 1992      | Trono de Sangue                              | Lady Macbeth |
| 1994      | Performance                                  |              |
| 1995      | Opus                                         |              |
| 1996      | A Gaivota                                    | Nina         |
| 1999      | Perpétua                                     | Perpétua     |
| 2008      | De Corpo Presente                            | Lílian       |
| 2008      | A Saga da Bruxa Morgana (Castelo Rá-Tim-Bum) | Quiprocó     |
| 2011      | Disney Killer                                | Haley Stray  |
| 2022      | Relação a Dois                               | Luna         |